# 龙城镇 (彭泽县)
龙城镇，是中华人民共和国江西省九江市彭泽县下辖的一个乡镇级行政单位。

## 行政区划
龙城镇下辖以下地区：
东风社区、双湖社区、茅店社区、流芳社区、五柳社区、沿江社区、中心社区、文昌社区、南岭社区、渊明湖社区、辰字村、矶山村、双合村、余粮村、红星村、西垅村、爱国村、九一村、土桥村、南阳村和林场生活区。